# Deutmecke (Ruhr)
Die Deutmecke ist ein 1,4 km langer, orografisch rechter Nebenfluss der Ruhr im nordrhein-westfälischen Wiemeringhausen, Deutschland.

## Geographie
Der Bach entspringt westlich des Ochenkreuzes am Sattel zwischen Öhrenstein und Beieck auf einer Höhe von 654 m ü. NHN. Die Quelle liegt etwa 2 km ostsüdöstlich von Wiemeringhausen, einem Stadtteil von Olsberg. Die Deutmecke fließt überwiegend in südwestliche Richtungen und mündet beim Haus Wildenstein  in die Ruhr. Die Mündung liegt etwa 1,5 km südöstlich von Wiemeringhausen auf einer Höhe von 458 m ü. NHN. Bei einem Höhenunterschied von etwa 196 m beträgt das mittlere Sohlgefälle 144 ‰. Das nur 87,5 ha große Einzugsgebiet wird über Ruhr und Rhein zur Nordsee entwässert.